# Miguel Monómaco
Miguel Senaquerim Monómaco (en griego: Μιχαὴλ Σεναχηρείμ Μονομάχος; fl. 1315-1343/1346) fue un funcionario bizantino de alto rango, que se desempeñó como gobernador de Tesalónica y Tesalia. Alcanzó el alto rango de gran conostaulo.

## Biografía
Miguel y su hermano, Jorge Atuemo Monómaco, eran vástagos de la familia Monómaco, un linaje aristocrático que se remonta al siglo X. Se desconoce su relación exacta con otros miembros de la familia de principios del siglo XIV, y se encuentran entre los últimos miembros atestiguados de la familia en la época bizantina.
Miguel es mencionado por primera vez en 1315, cuando sirvió como gobernador (céfalo) de Tesalónica. Continuó en el mismo cargo en 1321, cuando se registra como tatas de la corte, y en 1327, cuando era eparca. En la guerra civil de 1321-1328, apoyó a Andrónico II Paleólogo contra su nieto, Andrónico III.
Monómaco permaneció en Tesalónica hasta 1332/1333. En ese año, murió Esteban Gabrielópulo, el gobernante semiindependiente del oeste de Tesalia y partes del suroeste de Macedonia. Gabrielópulo había sido un vasallo bizantino, pero el gobernante vecino de Epiro, Juan II Orsini, se movió rápidamente para apoderarse de sus territorios. En respuesta, Andrónico III ordenó a Monómaco en Tesalónica que interviniera, antes de llegar a Tesalia al frente de un ejército. Los bizantinos pronto recuperaron el control de la mayor parte de la región, aunque el historiador Božidar Ferjančić duda de la afirmación de Cantacuceno de que las fuerzas epirotas fueran completamente expulsadas y toda Tesalia reconquistada en ese momento, señalando la falta de cartas imperiales en el oeste de Tesalia antes de 1336, e insiste en que las fuerzas imperiales capturaron solo las partes orientales de la región en 1332/1333. Andrónico III, tras pasar el invierno en la zona, dejó a Monómaco como gobernador de la nueva provincia, con el título de protosebasto. A más tardar en el momento de la muerte de Juan II Orsini en 1335, Monómaco y Andrónico III pudieron extender el control bizantino sobre el oeste de Tesalia también, e incluso avanzar en el propio Epiro y capturar a Ioánina.
En 1338, Andrónico III completó su invasión del corazón epirota al capturar su capital, Arta, y anexar Epiro al imperio. A esta medida se opuso la población local, que al año siguiente se rebeló contra el gobierno de los Paleólogos. Los epirotas se unieron en torno a su joven gobernante, Nicéforo II Orsini, que escapó de la custodia bizantina y regresó a Epiro con tropas de la corte angevina de Nápoles. Los rebeldes capturaron Arta y tomaron prisionero al gobernador bizantino, Teodoro Sinadeno. En consecuencia, a finales de 1339 o principios de 1340, un ejército bizantino al mando de Monómaco y Juan Ángelo avanzó contra los rebeldes, seguido pronto por el propio emperador. A finales de año capitularon las distintas fortalezas controladas por los rebeldes. A Nicéforo se le otorgó el título de panhipersebasto y se lo envió a Tesalónica, donde ya vivían su madre y su hermana, y Epiro regresó al control bizantino con Juan Ángelo como gobernador.
Con el estallido de la nueva guerra civil entre Juan Cantacuceno y la regencia de Juan V Paleólogo en 1341, Monómaco inicialmente trató de permanecer neutral, lo que llevó a los regentes a confiscar sus propiedades en el pueblo de Chantax cerca del río Estrimón. En 1342, se fue o fue expulsado de Tesalia por la facción pro-Cantacuceno, y se dirigió a Serres, donde se unió a las fuerzas anti-Cantacucenistas que controlaban la ciudad. Fue nombrado gran conostaulo aproximadamente en ese entonces y murió en algún momento entre 1343 y 1346.